# Gullspång (đô thị)
Đô thị Gullspång (Gullspång kommun) là một đô thị ở hạt Västra Götaland phía tây Thụy Điển. Thủ phủ là thành phố Gullspång và Hova.
Đô thị hiện nay được thành lập từ các đơn vị Amnehäraddần, Hova và một phần của Visnum. Tên gọi được lấy theo khu vực đô thị Gullspång.

## Địa lý
Đô thị Gullspång giáp đô thị Mariestad và đô thị Töreboda ở hạt Västra Götaland với kênh đào Göta là ranh giới với Töreboda. Về phía đông, đô thị này giáp đô thị Laxå ở hạt Örebro, giáp đô thị Kristinehamn về phía bắc ở hạt Värmland.
Phía nam của đô thị Gullspång có một phần phía bắc của vườn quốc gia Tiveden.

## Các trung tâm dân cư
- Gullspång
- Gårdsjö
- Hova
- Otterbäcken
- Skagervik